# Korrekturzeichen
Korrekturzeichen werden zur Korrektur von Texten und Druckfahnen benutzt. Sie werden üblicherweise beim Korrekturlesen von einem Korrektor verwendet und markieren meist am Rand und im Fließtext die Schreibfehler oder die zu verbessernden Stellen. Korrekturzeichen sind in Deutschland in den DIN-Normen DIN 16511 und DIN 16549-1 genormt und in Rechtschreibwörterbüchern (z. B. Duden) gesammelt erklärt. Das deutsche System kommt der internationalen Norm ISO 5776 (Proof correction marks) am nächsten, etwas stärker weichen davon die im angelsächsischen Bereich verwendeten Zeichen ab (z. B. nach dem Britischen Standard BS-5261). Eine Übersicht über Korrekturzeichen verschiedener Länder findet sich im Duden Satz und Korrektur.
Die aktuellen Normen befinden sich seit längerer Zeit in Revision, da sie einerseits viele Korrekturzeichen für Fehler enthalten, die in moderner Textverarbeitung nicht mehr im Zeichensatz (z. B. auf dem Kopf stehende Buchstaben) enthalten sind, und andererseits nur für Korrekturen auf Papier brauchbar sind, nicht jedoch für kurze Anmerkungen in heute üblichen elektronischen Korrekturworkflows z. B. mit Kommentaren in PDF-Dateien. Im April 2016 wurde eine neue Version der ISO 5776 veröffentlicht, die voraussichtlich mittelfristig die beiden DIN-Normen ablösen wird.

## DIN 16511
Das Grundprinzip von DIN 16511 besteht darin, die Fehler in der Zeile zu markieren und jedes Korrekturzeichen am äußeren Rand zu wiederholen, wo es mit der korrekten Zeichenfolge versehen wird. Einzelne Zeichen werden vertikal (|, Tes⃒t) und Zeichenketten horizontal mit Endmarken (⊢⊣) durchgestrichen. Zur Unterscheidung können den vertikalen Linien ein oder zwei kurze horizontale Linien angefügt werden (꜖, ꜒, ˥). Ein oben verbundener Doppelstrich (⨅) dient zur Korrektur zweier aufeinander folgender Buchstaben (z. B. vertauschte Reihenfolge oder Ligatur ‿).
Für fehlende Wörter wird ein Winkelzeichen verwendet (꜒), vertauschte werden mit einem Umstellungszeichen eingeklammert. Als Löschzeichen dient Deleatur .
Für einige im Bleisatz auftretende Fehler gibt es spezielle Konventionen wie das (ggf. doppelte) Unterstreichen der einzusetzenden Lettern. Fehlende, zu enge, zu weite und überflüssige Wortzwischenräume werden mit Bögen und vertikalen Strichen gekennzeichnet.  Das Korrekturzeichen für einen hinzuzufügenden Absatzwechsel oder Zeilenumbruch  ist das gedrehte Symbol für einen fehlenden Wortzwischenraum, während das Gegenteil mit einer Schlaufe vom Zeilenende bis zum Zeilenanfang angezeigt wird .
Im Gegensatz zu orthographischen werden typographische Änderungswünsche, also bspw. eine andere Schriftart oder ein anderer Schriftschnitt, angezeigt, indem der betreffenden Textteil unterstrichen, ggf. auch überstrichen wird. Falsche Einzüge werden durch horizontale Linien mit vertikalem Stop (⊢) markiert, falsche Zeilenabstände durch einen Halbbogen im Rand am Ende einer horizontalen Linie (—⸦, —⸧). Falsch gereihte Zeilen werden im Rand korrekt nummeriert.
Erklärungen im Freitext werden zwischen doppelte Klammern gesetzt: ⸨Anmerkung⸩.
Für inhaltliche Fehler oder zweifelhafte Textstellen dient ein Blockadezeichen aus einem Kreuz in einem Rechteck: ⌧.
Irrtümlich gesetzte Korrekturzeichen werden in der Zeile unterpunktet und am Rand durchgestrichen.

## DIN 16549-1
Die Korrekturzeichen nach DIN 16549-1 werden im professionellen Druck verwendet, um die Farb- und Bildwiedergabe auf Andrucken oder körperhaften Proofs zu korrigieren.
| Zeichen | Erklärung          |
| ------- | ------------------ |
| +       | Verstärken         |
| ⁒       | Verringern         |
| 〜      | Angleichen         |
| ⌒       | Schärfen           |
| P       | Passer             |
| ₰       | Wegnehmen          |
| ← ↓ ↑ → | Verschieben        |
| ↺ ↻     | Rotieren           |
| U       | Umkehren           |
| K       | Kontern            |
| ⇤ … ⇥   | Größenänderung     |
| ⤓ … ⤒   | Über-/Unterfüllung |
| ∑ …     | Gesamtänderung     |

Auf das Korrekturzeichen folgt in der Regel die betreffende abgekürzte Farbkomponente (C, M, Y, K; L, H, C; R, G, B) und der Änderungswert ggf. gefolgt von einem Prozentzeichen oder Maßeinheit (meist ‚mm’).

## Österreichisches Wörterbuch
Die Korrekturzeichen des Österreichischen Wörterbuchs basieren auf der ÖNORM A 1082 und sind online abrufbar.